# Порту
По́рту (порт. Porto; МФА: [ˈpoɾ.tu], «порт, гавань») — муніципалітет і місто в Португалії, в окрузі Порту. Адміністративний центр округу.  Розташований у західній частині країни, на березі Атлантичного океану, на теренах історичної португальської провінції Дору-Міню. Належить до Портуської діоцезії Католицької церкви в Португалії. Права міського самоврядування має з 1123 року. Поділяється на 7 парафій. За адміністративним поділом, чинним до 1976 року, був складовою провінції Берегове Дору. Площа муніципалітету — 41,42 км², населення муніципалітету — 237591 ос. (2011); густота населення — 5736,14 осіб/км²
. Патрон — Діва Марія. Святковий день муніципалітету — 24 червня. Поштовий індекс — 4000.  Код місцевої адміністративної одиниці — 1312. Складова статистичного регіону Північ.
Друге за розміром місто країни після Лісабону. Центр великої північної атлантичної агломерації Велике Порту. Один з найбільш промислово розвинутих осередків Португалії. Центр Портуського єпископства. Рібейра, історичний центр міста — світова спадщина ЮНЕСКО з 1996 року.

## Назва
- По́рт Ка́ле (лат. Portus Cale, «порт Кале») — латинська назва римських часів.
- Портка́ле (лат. Portucale) — середньовічна латинська назва, що походить від римської. Стала основою назви «Португалія».
- По́рто (лат. Porto) — пізня середньовічна латинська і старопортугальська назви.

## Географія
Порту розташоване на північному заході Португалії, на заході округу Порту.
Порту межує на півночі з муніципалітетом Матозінюш, на сході — з муніципалітетом Гондомар, на півдні — з муніципалітетом Віла-Нова-де-Гая. На заході омивається водами Атлантичного океану.

## Історія
Місто Порту виникло на базі портового містечка Порт Кале. Одні вчені вважають, що його заснували грецькі колоністи і назва походить від грецького слова Καλλισ (калліс, «прекрасний»). На думку інших, його заснували римляни й назвали Кале — скорочено від назви Теплий порт. Є версія, що назва Порт Кале походить від самоназви племені Каллеси або Галлесі, звідси й назва іспанської провінції Галісія.
З 200 року до нашої ери територія навколо містечка належала Римській республіці, а з 38 року до нашої ери — у складі римської провінції Тарраконська Іспанія. Після краху Римської імперії цю землю спочатку займало королівство свевів, а з 585 року — Вестготське королівство. Вони й змінили назви з римського Кале на Порт Кале.
З початком Реконкісти на Піренейському півострові утворюється Графство Портукаленсе, головним містом якого стає Порт Кале. Від нього походить назва спочатку графства, потім королівства й сучасної країни — Португалії.
1120 року португальська графиня Тереза Леонська дарувала Візеу портуському єпископу Уго. 1123 року сеньйор-єпископ надав йому форал, яким визнав за поселенням статус містечка та муніципальні самоврядні права.
Через деякий час вже королі Португалії намагалися знову встановити контроль над Порту. В цьому вони знайшли підтримку у містян. Майже 200 років точилась боротьба між єпископами Порту, з одного боку, та жителями міста й королями, з іншого. Нарешті в 1406 році король Португалії Жуан I Великий зумів досягти угоди з португальським єпископом. Король отримував права над містом, а навзаєм зобов'язувався щорічно виплачувати єпископу 3 тисячі лібр, або 319 г золота.

## Населення
| Кількість мешканців | Кількість мешканців | Кількість мешканців | Кількість мешканців | Кількість мешканців | Кількість мешканців | Кількість мешканців | Кількість мешканців | Кількість мешканців | Кількість мешканців | Кількість мешканців | Кількість мешканців | Кількість мешканців | Кількість мешканців | Кількість мешканців | Кількість мешканців |
| ------------------- | ------------------- | ------------------- | ------------------- | ------------------- | ------------------- | ------------------- | ------------------- | ------------------- | ------------------- | ------------------- | ------------------- | ------------------- | ------------------- | ------------------- | ------------------- |
| 1864                | 1878                | 1890                | 1900                | 1911                | 1920                | 1930                | 1940                | 1950                | 1960                | 1970                | 1981                | 1991                | 2001                | 2011                |                     |
| 89 349              | 110 707             | 146 454             | 165 729             | 191 890             | 202 310             | 229 794             | 258 548             | 281 406             | 303 424             | 301 655             | 327 368             | 302 472             | 263 131             | 237 591             |                     |

## Економіка
Один з найвідоміших продуктів експорту Португалії, портвейн, (Vinho do Porto), був названий на честь міста, тому що це вино виникло в цій області, точніше, у Віла-Нова-де-Гайя, місті на протилежному березі річки від Порту. Тільки вино, вироблене в районі річки Дору, може офіційно називатися портвейном.
Порту добре відомий своїм підприємницьким духом, характерною культурою і місцевою кухнею. Місто часто називають північною столицею Португалії. Фактично місто і є столицею великого Північного регіону, який покриває приблизно чверть території країни. Мешканців Порту легко відрізнити за їх типовим північним акцентом.

## Транспорт
- Порту (аеропорт)

## Освіта
- Портуський університет

## Спорт
- Порту (футбольний клуб)

## Персоналії
- Мануел де Олівейра (1908—2015) — португальський кінорежисер і сценарист.

## Кухня
Порту відоме своїми особливими стравами: франсезінья, кальду верде, бакаляу ком наташ тощо.
Ще в 15 столітті, місто Порту мало віддавати усе м'ясо, що було в них, військовим окрім тельбухів. З часом вони винайшли багато способів їх приготування (наприклад добрадінья, Тріпаш а мода ду Порту) і з часом це стало однією з найвідоміших особливостей кухні міста. Крім того, жителів Порту називають «тельбухоїди» (tripeiros).

## Галерея

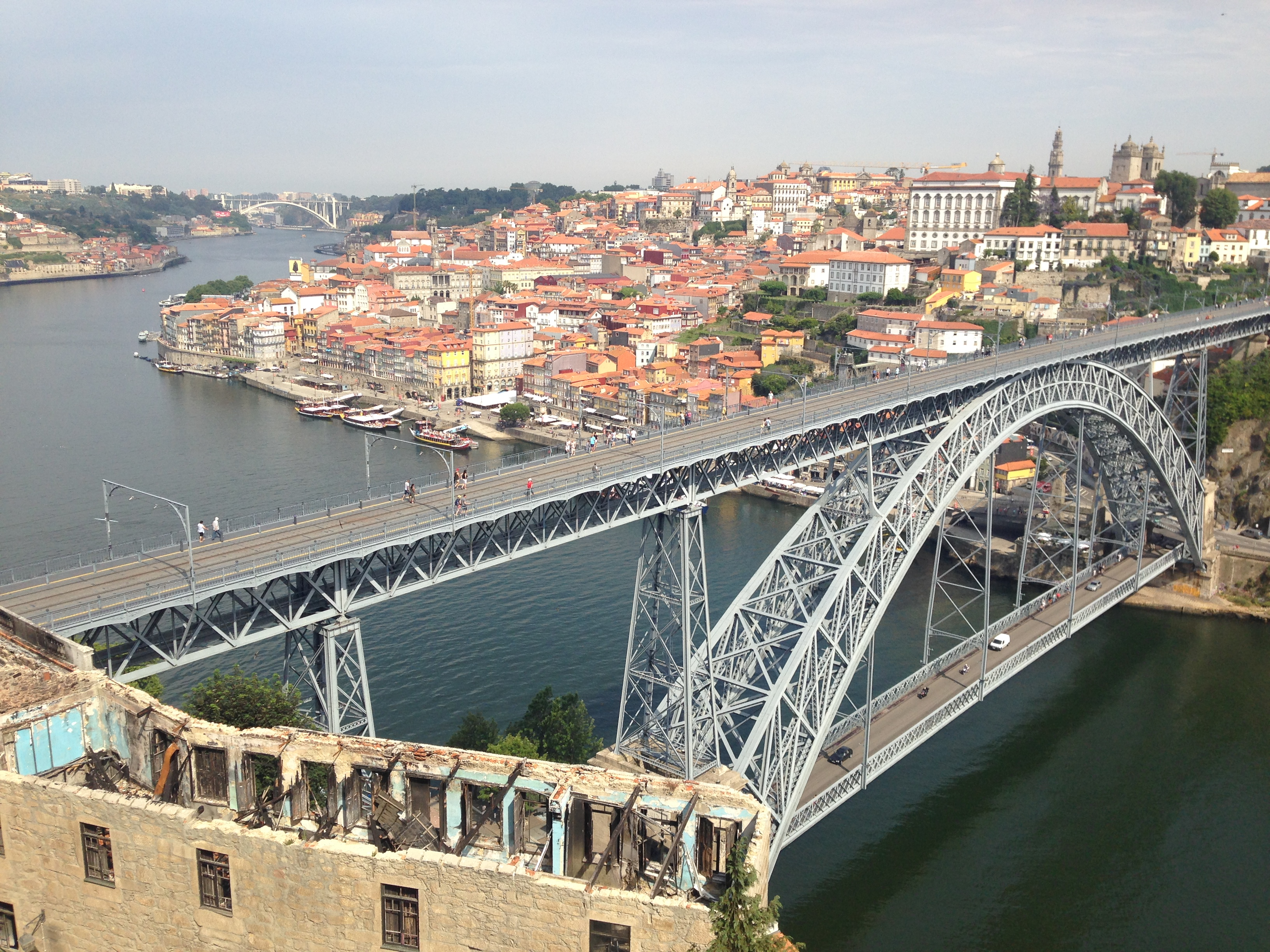
Міст Дона Луїша I через річку Дору, Порту
Витвір місцевих дизайнерів, Порту
Старе місто, Порту
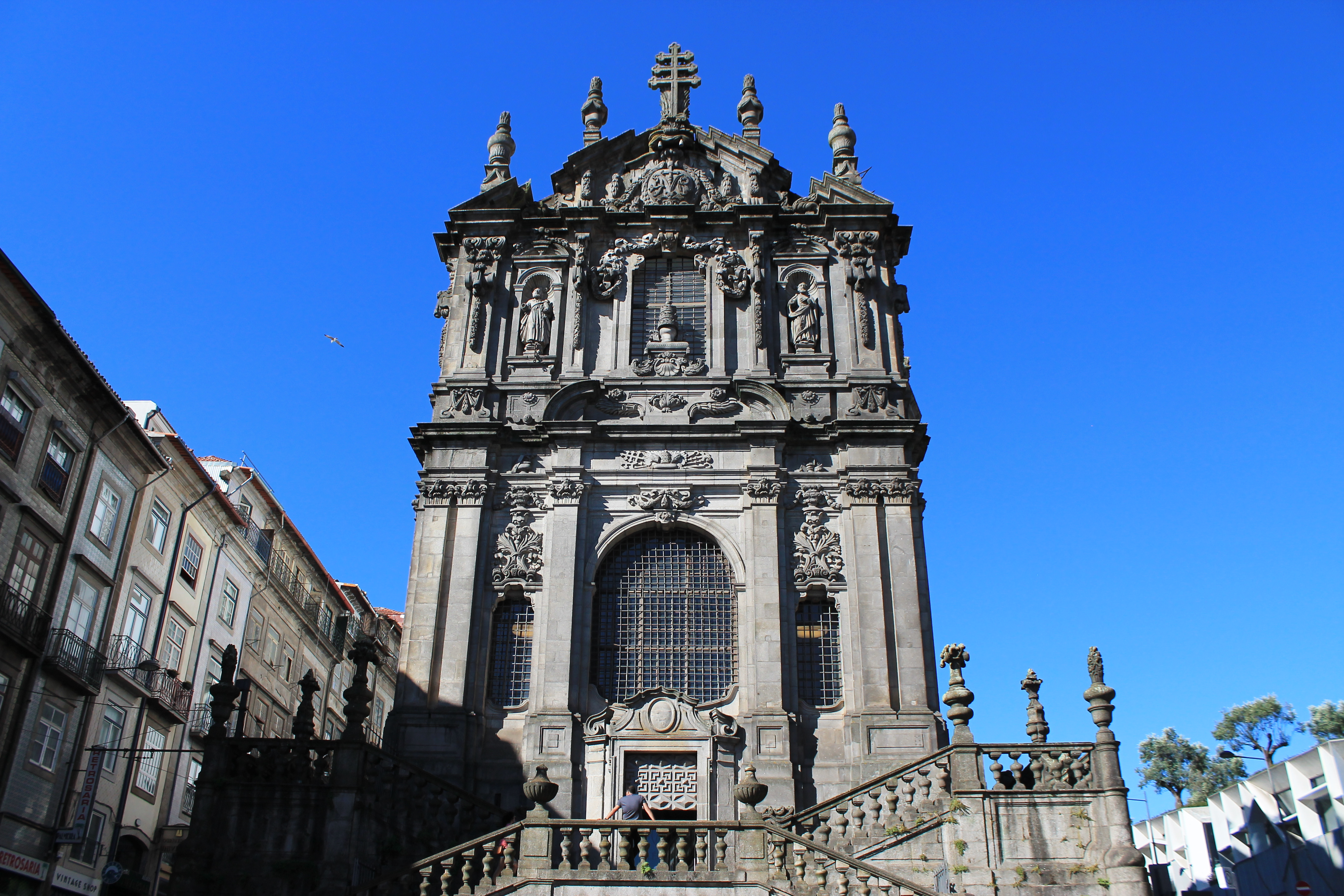
Церква Клерігуш
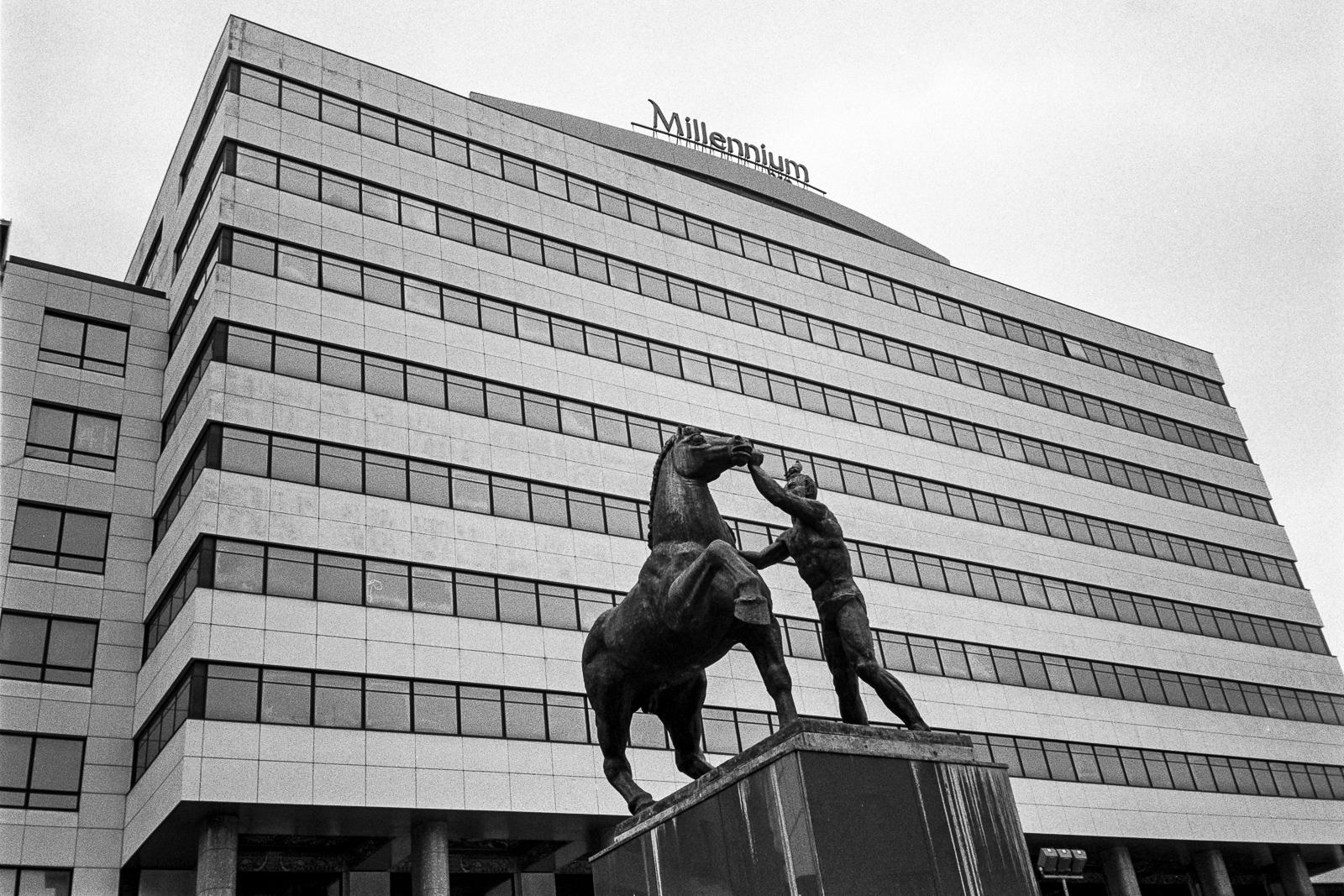
Штаб-квартира Banco Comercial Português
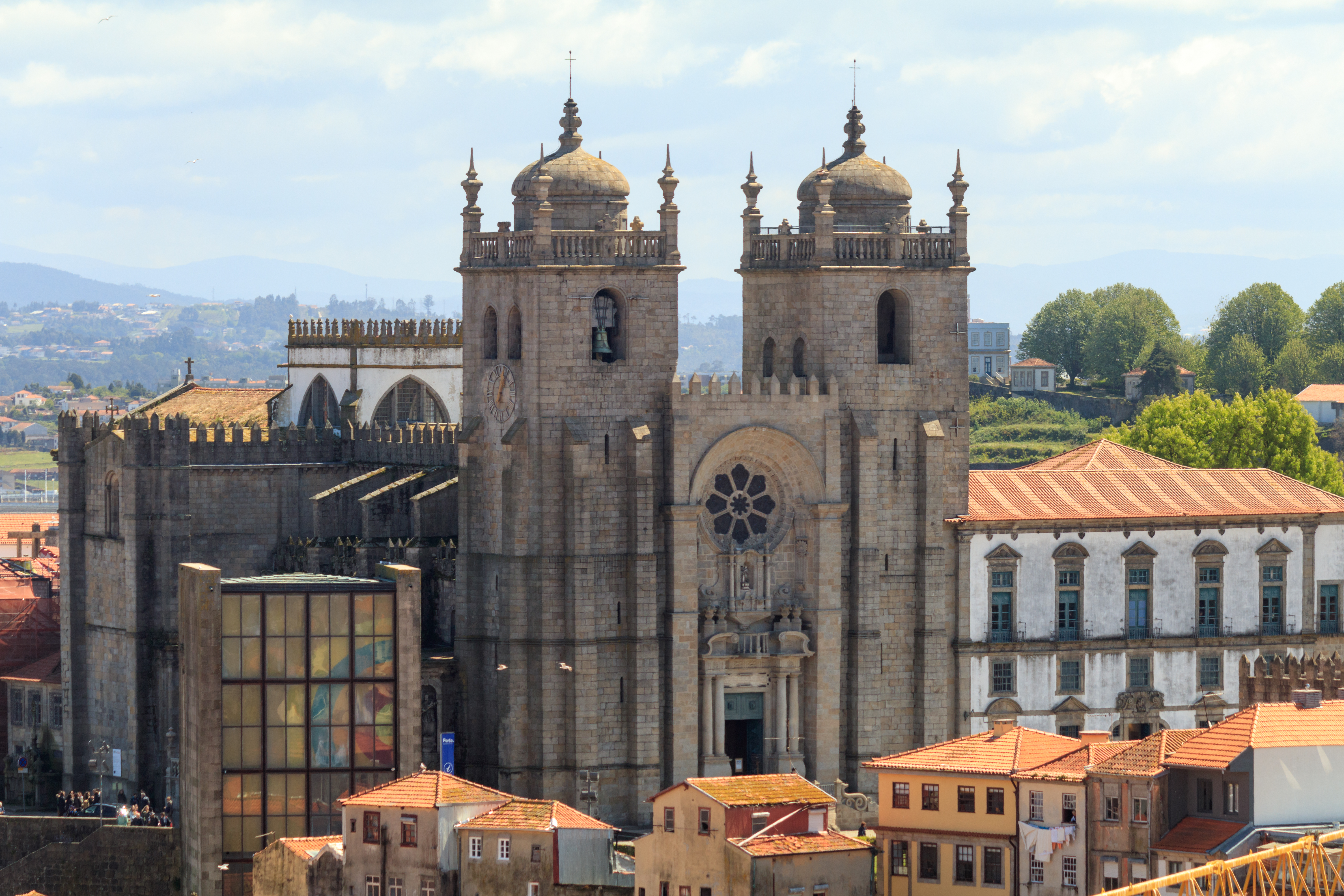
Кафедральний Собор Порту
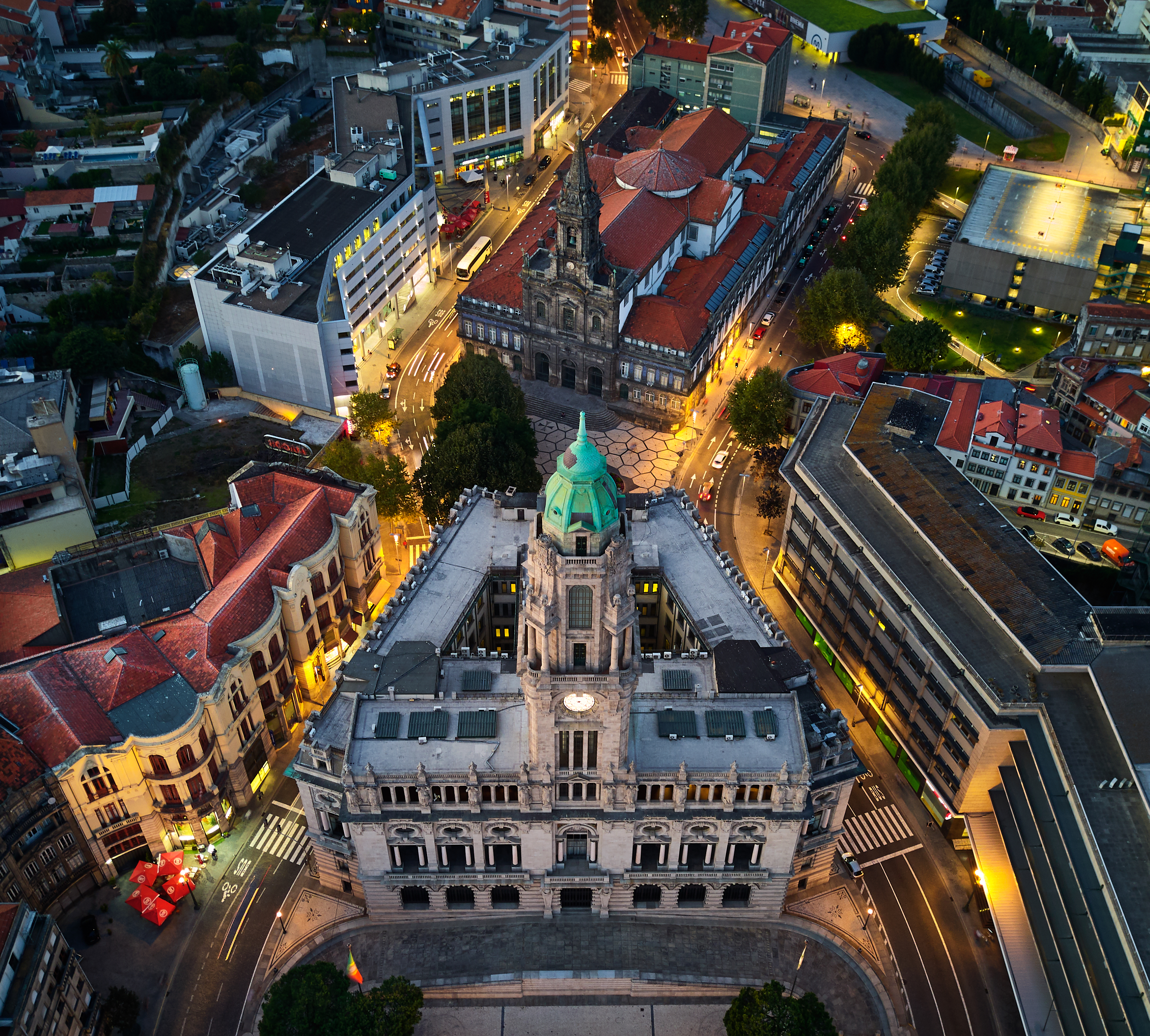
Ратуша Порту
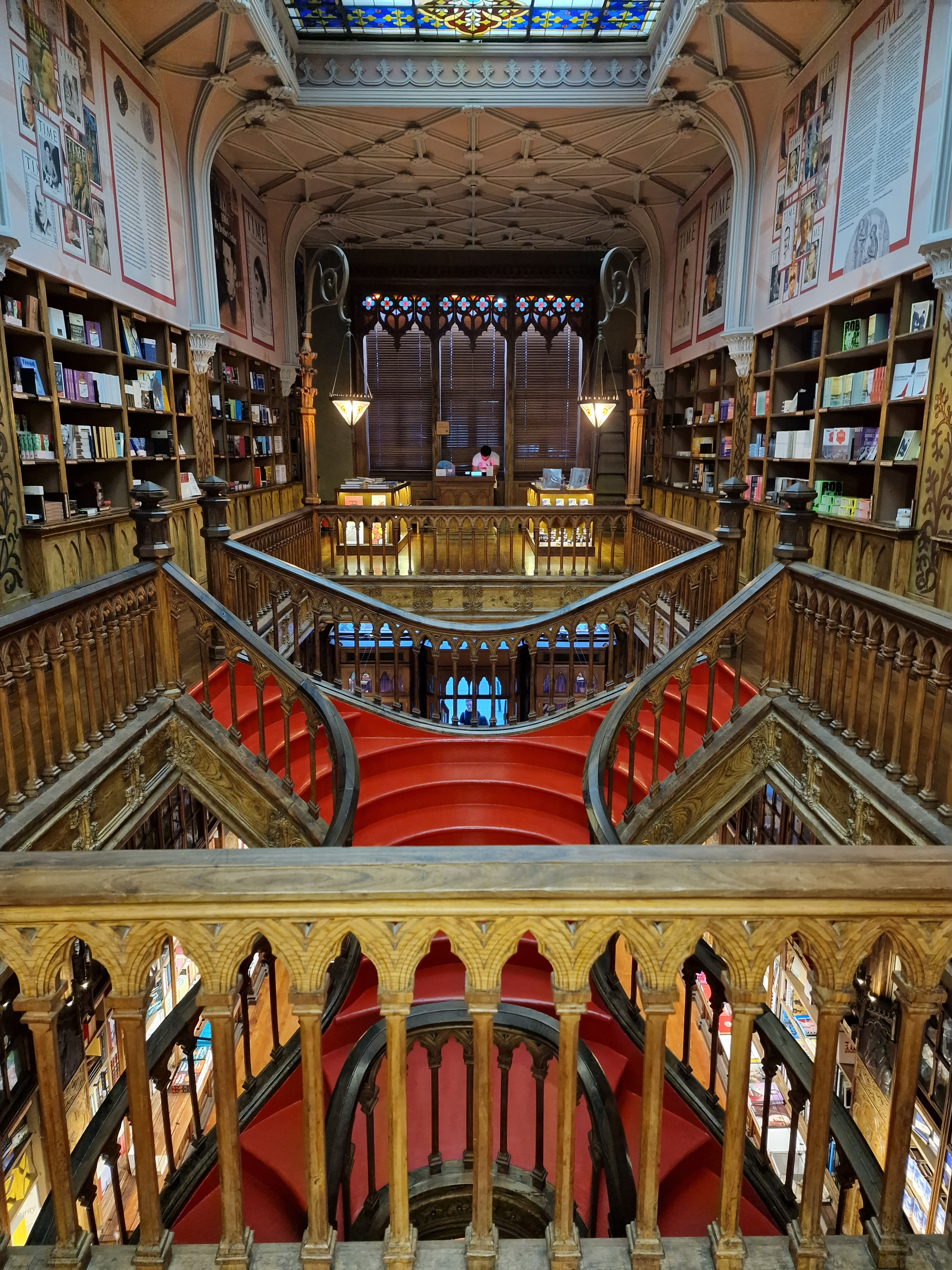
Livraria Lello

## Пам'ятки
- Міст Марії-Пії